# Südwestlicher Pfälzerwald
Der Südwestliche Pfälzerwald – alternativ Bitscher Waldniederung genannt – ist ein Teilbereich des Pfälzerwaldes.

## Geographie

### Lage
Der südwestliche Pfälzerwald umfasst den westlichen Teil des Wasgaus, dessen französischer Teil dort auch als Nordvogesen bezeichnet wird. Wie der Alternativname „Bitscher Waldniederung“ verrät, setzt sich die Landschaft innerhalb von Frankreich bis in den Bereich von Bitsch fort.
Er umfasst den Osten der Gemarkung der kreisfreien Stadt Pirmasens sowie die Ortsgemeinden Lemberg, Ruppertsweiler und Eppenbrunn. Zudem gehört der äußerste Westen der Gemarkung der Stadt Dahn zum Gebiet.

### Erhebungen
Eine der höchsten Erhebungen im Gebiet ist die 475, 8 Meter messende Hohe List, gefolgt vom 472 Meter hohen Erlenkopf.

### Gewässer
Zentrales Fließgewässer ist der Salzbach. Der Oberlauf der Sauer gehört ebenfalls zum südwestlichen Pfälzerwald.

## Verkehr
Im Norden des Gebiets verläuft die Bundesstraße 10. Ansonsten existieren lediglich Landes- und Kreisstraßen. 